# 24709 Mitau
24709 Mitau (1991 PE6) là một tiểu hành tinh vành đai chính được phát hiện ngày 6 tháng 8 năm 1991 bởi E. W. Elst ở Đài thiên văn Nam Âu.